# Sergio Bueno
Sergio Bueno Rodríguez (ur. 4 lipca 1962 w Colimie) – meksykański piłkarz występujący na pozycji obrońcy, trener piłkarski, od 2024 roku prowadzi Colimę.

## Kariera klubowa
Bueno rozpoczynał swoją karierę piłkarską w wieku dwudziestu jeden lat jako zawodnik klubu Deportivo Neza z siedzibą w Nezahualcóyotl. W meksykańskiej Primera División zadebiutował za kadencji szkoleniowca Ignacio Jáureguiego, 5 lutego 1984 w wygranym 4:1 spotkaniu z Pueblą. Początkowo pełnił jednak rolę rezerwowego, a pewne miejsce w wyjściowej jedenastce wywalczył sobie dopiero dziesięć miesięcy później, po przyjściu do zespołu argentyńskiego trenera Miguela Marína. Premierowego gola w najwyższej klasie rozgrywkowej strzelił 16 listopada 1985, również w konfrontacji z Pueblą, tym razem zremisowanej 1:1. Ogółem barwy Nezy reprezentował przez niecałe cztery lata, mimo regularnej gry w pierwszym składzie nie odnosząc większych sukcesów. Z ekipy odszedł bezpośrednio po tym, jak sprzedała ona swoją licencję klubowi Correcaminos UAT i wskutek tej operacji przestała istnieć.
Latem 1988 Bueno przeszedł do drużyny Atlante FC ze stołecznego miasta Meksyk, gdzie występował jako podstawowy zawodnik przez następne dwa sezony, jednak również nie zanotował żadnego osiągnięcia. W późniejszym czasie podpisał umowę z absolutnym beniaminkiem najwyższej klasy rozgrywkowej, klubem Querétaro FC, gdzie spędził rok, mając niepodważalną pozycję w wyjściowym składzie, po czym został zawodnikiem zespołu Monarcas Morelia. Tam także grał przez dwanaście miesięcy, po czym powrócił do Querétaro, którego barwy reprezentował tym razem przez dwa lata, wciąż jako podstawowy piłkarz. W lipcu 1994 trafił do drużyny Tiburones Rojos de Veracruz, z którą w sezonie 1994/1995 dotarł do finału krajowego pucharu – Copa México, lecz pełnił głównie rolę rezerwowego. Po upływie roku zasilił ekipę Club Celaya, podczas rozgrywek 1995/1996 jako rezerwowy zdobywając z nią wicemistrzostwo Meksyku, natomiast karierę piłkarską zakończył w wieku 35 lat jako zawodnik klubu Puebla FC.

## Kariera trenerska
Po zakończeniu kariery piłkarskiej Bueno rozpoczął pracę jako szkoleniowiec, początkowo zostając asystentem argentyńskiego trenera Rubéna Omara Romano. W tej roli współpracował z nim w latach 1998–2001 w drużynach Club Celaya i Tecos UAG. Samodzielną pracę w roli szkoleniowca rozpoczął w październiku 2001 w Celayi, po kilku miesiącach ponownego pobytu w tym zespole jako asystent Miguela Ángela Lópeza. Pod jego wodzą drużyna przerwała serię ośmiu spotkań z rzędu bez zwycięstwa, a ogółem ekipę tę prowadził bez większych sukcesów przez następne siedem miesięcy. Jego solidna praca szybko zaowocowała zatrudnieniem w wyżej notowanym zespole Santos Laguna z siedzibą w mieście Torreón. Z klubu tego został jednak zwolniony już po siedmiu ligowych spotkaniach, w których poniósł aż pięć porażek. W marcu 2003 zastąpił Jorge Garcésa na stanowisku trenera drużyny Jaguares de Chiapas z miasta Tuxtla Gutiérrez, lecz pracował w niej zaledwie dwa miesiące, nie notując satysfakcjonujących wyników.
We wrześniu 2003 Bueno podpisał umowę z ekipą Club Atlas z siedzibą w Guadalajarze. Podczas pracy w tym zespole osiągnął sukces w postaci dwukrotnego awansu do ligowej fazy play-off (dotarł w niej ze swoim klubem najpierw do ćwierćfinału, a w kolejnym sezonie do półfinału), lecz posadę szkoleniowca Atlasu stracił ostatecznie w kwietniu 2005 po tym, jak w ostatnich szesnastu spotkaniach zdołał zanotować tylko jedno zwycięstwo. We wrześniu 2005 został następcą José Guadalupe Cruza w roli trenera stołecznego klubu Atlante FC, którego barwy reprezentował już jako piłkarz. Na stanowisku tym pozostał jednak zaledwie do końca roku, nie potrafiąc odmienić słabej gry zespołu. Na początku 2006 roku przeniósł się do zespołu Monarcas Morelia, lecz zarząd klubu zdecydował się go zwolnić już po czterech ligowych spotkaniach, w których jego drużynie nie udało się ani razu pokonać przeciwnika.
Wobec niepowodzeń w najwyższej klasie rozgrywkowej, w styczniu 2007 Bueno został trenerem drugoligowego Club León, który pod jego wodzą został czołową drużyną rozgrywek. W wiosennym sezonie Clausura 2007 dotarł z nim do finału drugiej ligi meksykańskiej, natomiast rok później, podczas rozgrywek Clausura 2008 triumfował z Leónem w Primera División A. Sukces ten nie zaowocował jednak awansem do pierwszej ligi wobec porażki w decydującym o promocji dwumeczu z Indios. W marcu 2009 powrócił do pierwszej ligi meksykańskiej, po raz drugi obejmując Club Santos Laguna, który prowadził bez większych osiągnięć do końca roku. W połowie 2010 roku podpisał umowę z drugoligowym klubem Tiburones Rojos de Veracruz, z którego został zwolniony już po dziewięciu ligowych kolejkach, jednak przygotowana przez niego do sezonu Apertura 2010 drużyna, prowadzona już przez Carlosa Turrubiatesa, dotarła do finału Liga de Ascenso. W lutym 2011 zastąpił Daniela Brailovsky'ego na posadzie trenera pierwszoligowego beniaminka – Club Necaxa z siedzibą w mieście Aguascalientes. Nie zdołał odmienić jednak słabej gry ekipy i na koniec rozgrywek 2010/2011 spadł z nią z powrotem do drugiej ligi.
W maju 2011 Bueno został szkoleniowcem klubu Puebla FC, w którym występował już podczas swojej kariery zawodniczej. Prowadził go z przeciętnymi wynikami do końca roku, po czym został zwolniony przez zarząd zespołu. W lutym 2012 został następcą René Isidoro Garcíi na stanowisku trenera ekipy San Luis FC z siedzibą w mieście San Luis Potosí, jednak drużynę tę opuścił już po niecałych trzech miesiącach, wygrywając tylko jeden z dziewięciu ligowych meczów. We wrześniu 2012 objął walczący o utrzymanie w najwyższej klasie rozgrywkowej zespół Querétaro FC, lecz podczas swojego półrocznego pobytu w tym klubie jego podopieczni zdołali zwyciężyć tylko w dwóch z piętnastu meczach w lidze i na koniec rozgrywek 2012/2013, prowadzeni już przez Ignacio Ambríza, spadli do drugiej ligi (ostatecznie pozostali w niej po zakupieniu licencji zespołu Jaguares de Chiapas).
W lutym 2013 Bueno powrócił do zespołu San Luis FC, jednak tym razem w roli dyrektora sportowego. Do pracy w roli szkoleniowca powrócił już kilka miesięcy później po serii zmian licencyjnych w meksykańskim futbolu, w wyniku których San Luis przeniósł się do miasta Tuxtla Gutiérrez i zmienił nazwę na Chiapas FC. On sam został trenerem tego nowo powstałego klubu, będącego kontynuatorem tradycji ekipy Jaguares de Chiapas, w której pracował już dziesięć lat wcześniej. Prowadził go przez kolejne dwa lata z przeciętnym skutkiem, plasując się głównie w środku tabeli i raz na cztery sezony zakwalifikował się do ligowej fazy play-off, po czym w maju 2015 opuścił drużynę. Bezpośrednio po tym został szkoleniowcem czołowego meksykańskiego klubu – stołecznego Cruz Azul, gdzie spędził bardzo nieudane trzy miesiące, po czym został zwolniony wskutek słabych wyników.
We wrześniu 2016 Bueno po raz trzeci w karierze został trenerem Chiapas FC.